# Long Khánh, Bến Cầu
Long Khánh là một xã thuộc huyện Bến Cầu, tỉnh Tây Ninh, Việt Nam.

## Địa lý
Xã Long Khánh có vị trí địa lý:
- Phía nam, tây nam giáp xã Monourom, huyện Svay Theab, tỉnh Svay Rieng, Campuchia
- Phía đông nam giáp xã Long Thuận
- Phía đông giáp xã Tiên Thuận
- Phía bắc giáp xã Long Giang
- Phía tây giáp xã Long Phước.

Xã Long Khánh có diện tích 28,44 km², dân số năm 2019 là 6.170 người, mật độ dân số đạt 217 người/km².

## Hành chính
Xã Long Khánh được chia thành 4 ấp: Long Cường, Long Châu, Long Phú, Long Thịnh.
Xã có cửa khẩu phụ Long Cường - Monourom, nối sang ấp Ou Ta Mou, xã Monourom, huyện Svay Teab, Campuchia.